# Мироощущение
Мироощуще́ние — это отношение человека к природе и окружающей действительности, которое выражено в его различных настроениях, чувствах, действиях и поступках.
Мироощущение выступает в качестве эмоционально-психологической основы мировоззрения, в то время как миропонимание является его познавательно-интеллектуальной стороной. Если используются наглядные представления, то в этом случае мироощущение становится мировосприятием.
Николай Александрович Бердяев, в своей работе «Космическое и социологическое мироощущение» отметил что «Люди старого, хотя и мнящего себя передовым социологического мироощущения, отбрасываются назад. Они — консерваторы вчерашнего и позавчерашнего дня. Люди космического мироощущения духовно готовы идти к неведомому будущему с творческим порывом.» На это Александр Александрович Мейер, в своей работе «Новое религиозное сознание» заметил, что «Космологическое мироощущение, противополагаемое Н. А. Бердяевым мироощущению социологическому, есть достоинство христианства».